# Nathalie Köbli
Nathalie Köbli, née le 12 janvier 1996, est une actrice autrichienne. 

## Filmographie
- 2008 : Polly Adler (série télévisée) : Resi Adler
- 2012 : Fast Forward (série télévisée) : Lena Mautsch
- 2014 : Fluss des Lebens - Wiedersehen an der Donau (téléfilm) : Paula Tannek
- 2014 : Die Freischwimmerin (téléfilm) : Kim
- 2014 : Die Detektive (série télévisée) : Annika Scheitz
- 2015 : Beautiful Girl (de) : Hanna
- 2016 : Ein Geheimnis im Dorf - Schwester und Bruder (téléfilm) : Lilly
- 2017 : Siebzehn : Jen
- 2015-2017 : SOKO Kitzbühel (de) (série télévisée) : Franziska Reiter / Lea Gmeiner
- 2017 : Maria Theresia (de) (mini-série) : Wilhelmine Colloredo
- 2009-2018 : SOKO Donau (de) (série télévisée) : Jenny Fischer / Johanna Stanzig / Lili Binder